# Epirrhoe subgressa
Epirrhoe subgressa är en fjärilsart som beskrevs av Felix Bryk 1942. Epirrhoe subgressa ingår i släktet Epirrhoe och familjen mätare. Inga underarter finns listade i Catalogue of Life.